# NGC 862
NGC 862 è una  vasta galassia ellittica situata nella costellazione della Fenice, a una distanza di circa 252 milioni di anni luce dalla nostra Via Lattea.

## Scoperta
La galassia è stata scoperta il 5 settembre 1834 dall'astronomo britannico John Herschel.

## Descrizione
Dato il valore della sua luminosità superficiale pari a 11,5, NGC 862 può essere inclusa tra le galassie ad elevata luminosità superficiale.

## Gruppo di NGC 862
NGC 862 è la più brillante di un gruppo di tre galassie, a cui da il suo nome, il Gruppo di NGC 862. Le altre due galassie del gruppo sono NGC 822 e ESO 298-008.